# Ugglebacksbron

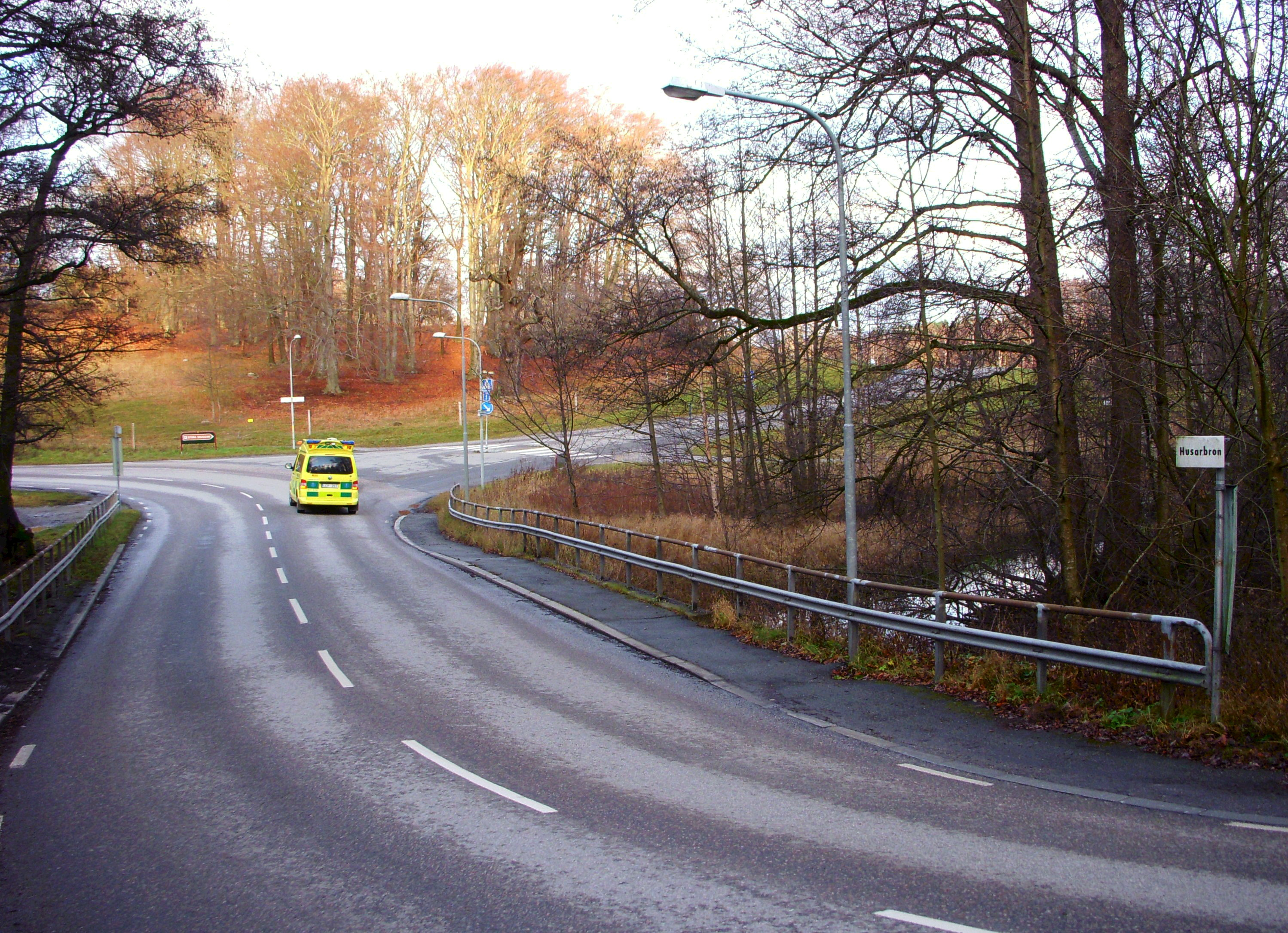
Husarbron 2011, numera Ugglebacksbron.

Ugglebacksbron, tidigare Husarbron, är en mindre bro på Norra Djurgården i Stockholm. Bron leder Fiskartorpsvägen över Ugglevikens utflöde mot Husarviken. Bron hette tidigare Husarbron men fick byta namn i samband med att Husarviksbron etablerades 2018 i syfte att undvika förväxling.

## Beskrivning

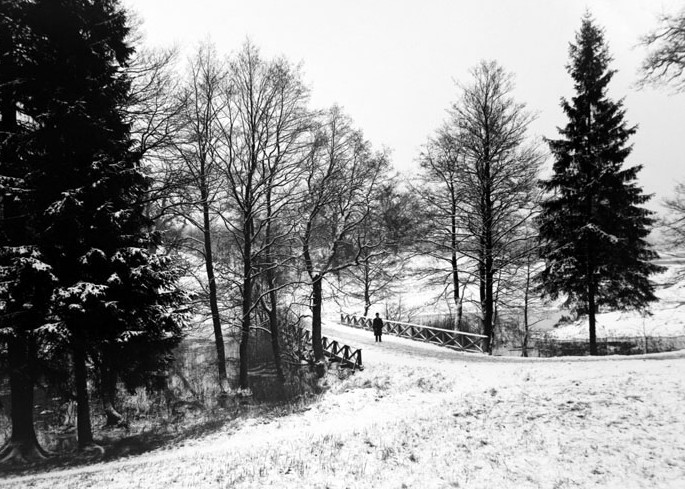
Gamla Husarbron 1913.

Tidigare var Uggleviken och Laduviken havsvikar av Östersjön, förbundna med Husarviken. Numera finns bara ett smalt utflöde från Uggleviken som går under Ugglebacksbron och Fiskartorpsvägen till Husarviken. På ett fotografi från 1913 syns bron som en träkonstruktion med träräcke, då ledde den över en djup ravin. 
Nuvarande bro anlades på 1950-talet och är utförd i betong med stålräcke och vägräckesbalk. Tidigare namn var Husarewiksbron (1696), Fiskartorpsbron (1737) och Husarbron (1954). Vanligtvis uttalas förleden husar med tonvikt på andra stavelsen, då man anser att det härrör från militärtermen husar. Namnet härrör dock från en by (husarnæ 1288) som namngivits med den gamla pluralformen husarna. Namnet skall därför uttalas med betoning på första stavelsen och har ingen anknytning till husar.